# Edmundo Barrios (paroisse civile)
Pour les articles homonymes, voir Barrios.
Edmundo Barrios est l'une des deux paroisses civiles de la municipalité de Simón Rodríguez dans l'État d'Anzoátegui au Venezuela. Sa capitale est El Tigre, chef-lieu de la municipalité.

## Géographie

### Démographie
De facto, la paroisse civile n'a pour localité qu'El Tigre dont elle abrite les quartiers centraux et nord :
- Sector Cinquentario
- Sector Inavi
- Sector 12 de Marzo
- Sector Los Chaguaramos
- Sector Los Yopales
- Sector Pueblo Nuevo Norte
- Sector San Francisco de Asís
- Sector San José
- Sector San Miguel
- Sector Santa Ana
- Sector Simón Bolívar
- Sector 23 de Enero
- Sector 25 de Mayo